# Договір факторингу
Договір факторингу —– вид договору про надання фінансових послуг. За договором факторингу (фінансування під відступлення права 
грошової вимоги) одна сторона (фактор) передає або зобов’язується передати грошові кошти в розпорядження другої сторони (клієнта) за плату (у будь-який передбачений договором спосіб), а клієнт відступає або зобов’язується відступити факторові своє право грошової вимоги до третьої особи (боржника) (ч. 1 ст. 1077 ЦК України).